# مائوریتسیو فوندریست
مائوریتسیو فوندریست (ایتالیایی: Maurizio Fondriest؛ زادهٔ ۱۵ ژانویهٔ ۱۹۶۵) دوچرخه‌سوار اهل ایتالیا است.

## باشگاهی
از باشگاه‌هایی که در آن رکاب زده‌است می‌توان به تیم یوای‌ئی امارات اشاره کرد.